# Poiarkovita
La poiarkovita o poyarkovita és un mineral de la classe dels halurs.

## Característiques
La poiarkovita és un halur de fórmula química (Hg₂2+)₃Cl₂O₂. Cristal·litza en el sistema monoclínic. La seva duresa a l'escala de Mohs és 2 a 2,5. Segons la classificació de Nickel-Strunz, la poiarkovita pertany a «03.DD: Oxihalurs, hidroxihalurs i halurs amb doble enllaç, amb Hg» juntament amb els següents minerals: eglestonita, kadyrelita, vasilyevita, hanawaltita, terlinguaïta, pinchita, gianel·laïta, mosesita, kleinita, tedhadleyita, terlinguacreekita, kelyanita, aurivilliusita i comancheïta.

## Formació i jaciments
Va ser descoberta al dipòsit d'estany i mercuri de Khaidarkan, situat a la vall de Fergana, dins la província d'Oix (Kirguizstan). Ha estat descrita a Europa i Àsia en acumulacions de cinabri oxidat.